# 803
Раннє Середньовіччя. Епоха вікінгів. Реконкіста.
У Східній Римській імперії триває правління Никифора I. Імператор Заходу Карл Великий править Франкським королівством. Північ Італії належить Франкському королівству, Рим і Равенна під управлінням Папи Римського, герцогства на південь від Римської області незалежні, деякі області на півночі та на півдні належать Візантії. Піренейський півострів, окрім Королівства Астурія, займає Кордовський емірат. В Англії триває період гептархії. Центр Аварського каганату лежить у Паннонії. Існують слов'янські держави: Карантанія як васал Франкського королівства та Перше Болгарське царство.
Аббасидський халіфат очолює Гарун ар-Рашид. У Китаї править династія Тан. В Індії почалося піднесення імперії Пала. В Японії триває період Хей'ан. Хозарський каганат підпорядкував собі кочові народи на великій степовій території між Азовським морем та Аралом. Територію на північ від Китаю займає Уйгурський каганат.
На території лісостепової України в IX столітті літописці згадують слов'янські племена білих хорватів, бужан, волинян, деревлян, дулібів, полян, сіверян, тиверців, уличів. У Північному Причорномор'ї співіснують різні кочові племена, зокрема булгари, хозари, алани, авари, тюрки, угри, кримські готи. Херсонес Таврійський належить Візантії.

## Події
- Візантія та Франкське королівство узгодили кордони своїх імперій у рамках мирного договору, який дістав назву миру Никифора. Узгодження усіх умов договору триватиме ще понад 10 років.
- За умовами миру Никифора Венеція здобула незалежність від Візантійської імперії.
- Бардан Турок підняв повстання проти візантійського василевса Никифора I в Західній Анатолії, але воно не мало успіху.
- Халіф Аббасидського халіфату Гарун ар-Рашид стратив свого друга Джаафара ібн Яг'я Бармакі, а його батька Яг'ю ібн Халід Бармакі відправив у заслання. Родина Бармакидів втратила свій вплив у халіфаті.
- Франки витіснили аварів за Тису, де їх розбили булгари на чолі з ханом Крумом. Тудун аварів змушений був просити покровительства у Карла Великого.
- Після розгрому аварів Франкське королівство та Перше Болгарське царство мають спільні кордони. Римський імператор Карл Великий організува Східну марку, Остмарк, майбутню Австрію.